# The Boys of Fall
«The Boys of Fall» (с англ. — «Футболисты») — песня американского кантри-певца и автора-исполнителя Кенни Чесни, вышедшая 12 июля 2010 года в качестве первого сингла из его 13-го студийного альбома Hemingway’s Whiskey (2010) на лейбле BNA Records.

## Содержание
Слова песни посвящены игре в футбол в средней школе. Чесни говорит, что песня «идеально описывает то, как я рос и где я рос».

Когда я чувствую этот холодок,

Ощущаю этот запах свежескошенной травы,

Я возвращаюсь, на мне шлем, зацепы и подплечники,

Я стою рядом с другими, слушая, когда прозвучит сигнал,

А фанаты сходят с ума по игрокам,

В этот клуб брали не всякого,

Нужно было отдать частичку сердца,

Потом и кровью заслужить право носить эти майки,

Короли школы, эй, мы футболисты.

## Отзывы
Песня получила положительные отзывы музыкальных критиков. Мэтт Бьорк из Roughstock оценил песню в четыре из пяти звёзд, сказав, что если песня «является индикатором того, куда движется Hemingway’s Whiskey», то он предсказывает, что у Чесни будет «монстр грядущего альбома».

## Музыкальное видео
Музыкальный клип дебютировал 2 августа 2010 года на канале ESPN в программе SportsCenter. В нём многие известные футболисты и тренеры рассказывают о своём опыте игры в футбол в средней школе и советах, которые они дали бы детям, а также показывают клипы известных игроков и тренеров из колледжей и профессиональных команд, прошлых и настоящих, включая давнего друга Чесни футбольного тренера Шона Пэйтона. Режиссёром клипа выступил Шон Сильва, его продолжительность составляет более восьми минут.

## Список треков
- CD-сингл[4]

1. «The Boys of Fall» (Single Edit) — 4:21
2. «Living in Fast Forward» (Live) — 3:55

## Чарты
В чарте Billboard Hot Country Songsот 31 июля 2010 года, песня дебютировала на 17-м месте, став самым высоким дебютом Чесни в чарте с момента дебюта «Don’t Blink» под номером 16 в сентябре 2007 году. Песня достигла 18-го места в чарте Billboard Hot 100 в августе, когда по всей стране начался сезон школьного футбола 2010 года. Песня стала восемнадцатым синглом Чесни номер один в чартах кантри за неделю 9 октября 2010 года. После этого чарттоппера Чесни в течение десяти лет, начиная с 2001 года, имел в чартах хотя бы одну песню номер один.
| Чарт (2010)                         | Высшая позиция |
| ----------------------------------- | -------------- |
| США (Billboard Hot Country Songs)   | 1              |
| США (Billboard Hot 100)             | 18             |
| Канада (Billboard Country)          | 1              |
| Канада (Billboard Canadian Hot 100) | 77             |

| Чарт (2010)                  | Позиция |
| ---------------------------- | ------- |
| US Country Songs (Billboard) | 35      |

## Сертификации
| Регион                                                      | Сертификация | Продажи    |
| ----------------------------------------------------------- | ------------ | ---------- |
| США (RIAA)                                                  | Платиновый   | 1 000 000^ |
| ^ Данные о тиражах приведены только на основе сертификации. |              |            |